# 納薩波克山
16°39′4″S 68°40′17″W / 16.65111°S 68.67139°W
納薩波克山（Nasa Puqi），是玻利維亞的山峰，位於該國西部拉巴斯省的因加維省，處於維尼亞馬爾卡湖東南面，屬於安第斯山脈中奇利亞-基姆薩查塔山脈的一部分，海拔高度4,735米。